# 南部地方 (青森県)
| 青森県内の南部地方のデータ |                                                  |
| 面積                       | 4817.18 km2 （全県比：49.94%） （2010年10月1日） |
| 国勢調査                   | 598,722 人 （全県比：43.6%） （2010年10月1日）   |
| 推計人口                   | 512,467 人 （全県比：44.3%） （2025年3月1日）    |

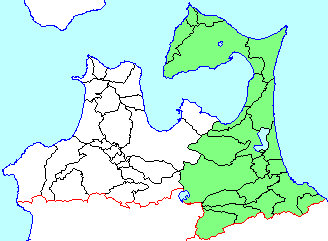
■緑 ： 南部地方
■白 ： 津軽地方

南部地方（なんぶちほう）は、青森県東部を指して言う地域呼称。江戸時代に南部氏が支配した領域（盛岡藩・七戸藩・八戸藩の領域）の青森県内部分に相当する。

## 定義・区分
青森県内は、南部地方と津軽地方の2つの地方に大別される。同分類は江戸時代の藩政に由来しており、広義の南部地方とされる（津軽と南部参照）。以下、この南部地方の定義に含まれる自治体を列挙する。
- 下北地域：むつ市、下北郡（大間町、東通村、風間浦村、佐井村）
- 上北地域：十和田市、三沢市、上北郡（横浜町、おいらせ町、七戸町、東北町、野辺地町、六ヶ所村、六戸町）
- 三八地域：八戸市、三戸郡（階上町、五戸町、三戸町、新郷村、田子町、南部町）

この分類では元々所属していた郡名に基いて「下北」と「上北」は命名されているが、「三八」のみ旧郡名の三戸郡と中心都市の八戸市から造られた頭字語となっている。
下北地域を「下北地方」（域内の推計人口：61,722人）、下北半島外にある上北地域と三八地域とを合わせて「三八上北（さんぱちかみきた）地方」（域内の推計人口：450,745人）とに分ける場合もある。このとき、三八上北地方を以って「（狭義の）南部地方」または「県南地方」とも言う。
下北地域と上北地域を合わせて「二北」という呼称があるが、これは両者がかつて北郡として1つであったことに由来する。
| 地域呼称 | 地域呼称                           | 地域呼称 | 地域呼称        | 郡 | 郡     | 市 | 市              | 青森県地域区分図 |
| -------- | ---------------------------------- | -------- | --------------- | -- | ------ | -- | --------------- | ---------------- |
| 南部地方 |                                    | 二北     | 下北            |    | 下北郡 |    | むつ市          |                  |
| 南部地方 | 三八上北 南部地方（狭義） 県南地方 | 二北     | 上北 （上十三） |    | 上北郡 |    | 十和田市 三沢市 |                  |
| 南部地方 | 三八上北 南部地方（狭義） 県南地方 | 三八     | 三八            |    | 三戸郡 |    | 八戸市          |                  |

### 青森県庁
2006年（平成18年）4月に青森県庁は県内を6つの地区に区分し、各地域に総合的な出先機関である地域県民局を設置したが、これら地域県民局は2025年（令和7年）3月31日で廃止された。
この内、以下の3つの地区が広義の南部地方に相当した。
| 名称           | 所管区域                 | 面積 (km2) | 人口 （人） |
| -------------- | ------------------------ | ---------- | ----------- |
| 下北地域県民局 | むつ市、下北郡           | 1415.59    | 61,722      |
| 上北地域県民局 | 十和田市、三沢市、上北郡 | 2126.81    | 181,942     |
| 三八地域県民局 | 八戸市、三戸郡           | 1274.78    | 268,803     |

- 地域県民局の所在都市は太字。
- 面積は2010年（平成22年）10月1日現在[1]
- 人口は2025年3月1日現在の推計人口[2]。

### 気象庁
気象庁の地域区分では「南部」という言葉は使用されないが、以下の地域が南部地方に相当する。二次細分区域では旧・上北郡域は2分割され、一方を「三八」と合わせ（以下の表中で太字）、残りを「上北」としている。なお、二次細分区域の「上北」にあたる、内陸の十和田市と陸奥湾沿岸の野辺地町では天気が違うこともしばしばであるため、さらなる細分化を望む声がある。
| 一次細分区域 | 二次細分区域 | 該当自治体                                                                                           |
| ------------ | ------------ | --- |
| 下北         | －           | むつ市 下北郡（大間町、東通村、風間浦村、佐井村）                                                    |
| 三八上北     | 上北         | 十和田市 上北郡（野辺地町、七戸町、横浜町、東北町、六ヶ所村）                                        |
| 三八上北     | 三八         | 八戸市、三沢市 上北郡（おいらせ町、六戸町） 三戸郡（三戸町、五戸町、田子町、南部町、階上町、新郷村） |

## 歴史
江戸時代、この地は盛岡藩および八戸藩が支配していた。1872年、弘前藩が南部藩の一部を統合した形で青森県の一部となる。